# 3374 Намур
3374 Намур (3374 Namur) — астероїд головного поясу, відкритий 22 травня 1980 року.
Тіссеранів параметр щодо Юпітера — 3,269.